# Jordan Ladd
Jordan Ladd (Hollywood, 14 de enero de 1975) es una actriz estadounidense.

## Biografía
Jordan Elizabeth Ladd es la hija de la también actriz Cheryl Ladd, famosa por su protagonismo en la serie Los ángeles de Charlie, y del actor y productor David Ladd, hijo del popular intérprete del cine clásico Alan Ladd (Raíces profundas). En su niñez dio inicio a su carrera profesional apareciendo en anuncios publicitarios. Sus primeros papeles como actriz fueron en la pantalla chica, interviniendo en telefilmes desde comienzos de los años 90 y en episodios de series como Salvados por la campana o Total Security.
En 1994 debutó en el cine con Embrace of the Vampire (1994), película de terror protagonizada por Alyssa Milano y Martin Kemp. Tres años después Ladd volvería al cine con el drama Stand-Ins (1997) y la comedia dramática Nowhere (1997), dirigida por Gregg Araki. Posteriormente participaría en títulos como Jamás besada (1999), comedia de Raja Gosnell protagonizada por Drew Barrymore, el film de terror Cabin Fever (2002) o la comedia Club desmadre (2004).

## Filmografía

### Film
| Año  | Título                   | Personaje          | Notas                                                              |
| ---- | ------------------------ | ------------------ | ------------------------------------------------------------------ |
| 1994 | Embrace of the Vampire   | Eliza              |                                                                    |
| 1997 | Inside Out               | Summer             |                                                                    |
| 1997 | Nowhere                  | Alyssa             |                                                                    |
| 1997 | Stand-ins                | Monica-Bette Davis |                                                                    |
| 1999 | Taking the Plunge        |                    |                                                                    |
| 1999 | Never Been Kissed        | Gibby Zerefski     |                                                                    |
| 2000 | The Specials             | Shelly / Nightbird |                                                                    |
| 2000 | Boys Life 3              | Summer             | Corto                                                              |
| 2001 | Puzzled                  | Skye               |                                                                    |
| 2002 | Crazy Little Thing       | Dana               | También conocida como The Perfect You                              |
| 2002 | Darkened Room            | Chica #1           | Corto                                                              |
| 2002 | Cabin Fever              | Karen              |                                                                    |
| 2004 | Club Dread               | Penelope           | También conocida como Broken Lizard's Club Dread                   |
| 2004 | Junked                   | Nikki              |                                                                    |
| 2004 | Madhouse                 | Sara               |                                                                    |
| 2004 | Dog Gone Love            | Arianna            |                                                                    |
| 2005 | Waiting...               | Danielle           |                                                                    |
| 2006 | Inland Empire            | Terri              |                                                                    |
| 2007 | Hostel: Part II          | Stephanie          |                                                                    |
| 2007 | Death Proof              | Shanna "Banana"    | También parte del proyecto Grindhouse compuesto por dos películas. |
| 2009 | Grace                    | Madeline Matheson  |                                                                    |
| 2011 | First Dates              | Joanna             | Corto                                                              |
| 2012 | Awaken                   | Rachel Arai        |                                                                    |
| 2012 | Murder on the 13th Floor | Ariana Braxton     |                                                                    |
| 2012 | Air Collision            | Lindsay Bates      |                                                                    |
| 2016 | Brentwood Strangler      | Maggie             | Corto                                                              |
| 2017 | The Assault              | Lindsay Walters    |                                                                    |
| 2017 | The Untold Story         | Rebecca            |                                                                    |
| 2019 | Satanic Panic            | Kim Larson         |                                                                    |

### Televisión
| Año       | Título                             | Personaje         | Notas                                 |
| --------- | ---------------------------------- | ----------------- | ------------------------------------- |
| 1978      | Charlie's Angels                   | Joven Kris Munroe | Episodio: "Angel on my Mind"          |
| 1990      | The Girl Who Came Between Them     | Mesera            | Film para TV                          |
| 1993      | Broken Promises: Taking Emily Back | Mesera            | Film para TV                          |
| 1994      | Love Street                        |                   | Episodio: "Bordello"                  |
| 1994      | Saved by the Bell: The New Class   | Debbie            | Episodio: "The Return of Screech"     |
| 1997      | Weapons of Mass Distraction        | Letitia           | Film para TV                          |
| 1997      | Total Security                     | Fiona Richards    | Episodio: "One Wedding and a Funeral" |
| 1998      | Every Mother's Worst Fear          | Martha Hoagland   | FIlm para TV                          |
| 2000      | Best Actress                       | Amber Lyons       | Film para TV                          |
| 2000      | The Deadly Look of Love            | Janet Flanders    | Film para TV                          |
| 2001      | Six Feet Under                     | Ginnie            | Episodio: "An Open Book"              |
| 2005-2007 | Robot Chicken                      | Personajes varios | 5 episodios                           |
| 2007      | It Was One Of Us                   | Avis Monroe       | Film para TV                          |
| 2009      | The Wishing Well                   | Cynthia Tamerline | Film para TV                          |
| 2015      | Scary Endings                      | Grace             | Episodio: "Voyeur"                    |
| 2017      | Stage Fright                       | Sarah Conrad      | Film para TV                          |
| 2018      | The Christmas Contract             | Breonna Guidry    | Film para TV                          |